# Cobras humanas
Cobras humanas (título original en italiano: L'uomo più velenoso del cobra) es una coproducción hispano-italiana de género giallo estrenada en 1971 y dirigida por Bitto Albertini (acreditado como Albert J. Walkner).

## Sinopsis
Tony Garden, entrenador de un equipo de hockey sueco, regresa a Estados Unidos tras el asesinato de su hermano, con la intención de arrojar luz sobre el incidente. Después de algunas investigaciones, Tony cree que ha identificado al culpable en George MacGreves, un ex socio de su hermano y ahora en una misión en Kenia. Tony, junto con Leslie (esposa de su hermano fallecido), viaja a África para reunirse con George. Después de atrevidas aventuras y la muerte de George, Tony descubre que su hermano ha sido asesinado por un asesino a sueldo contratado por Leslie. La mujer, al verse descubierta, huye pero muere en un accidente automovilístico.

## Reparto
- George Ardisson como Tony Garden
- Erika Blanc como Leslie Garden
- Alberto de Mendoza como George MacGreves
- Janine Reynaud como Clara
- Luciano Pigozzi como Louis Mortimer
- Aurora de Alba como Amigo de Leslie
- Luis Induni como Humphrey
- Gilberto Galimberti como Maxie
- Miguel del Castillo como Manuel
- Gianni Pulone como Barman
- Percy Hogan como Inspector de policía
- Fabián Conde
- Benedikte como Novia de Tony
- Fernando Hilbeck como Barry